# Nationaal olympisch comité

Vlag van de Olympische Spelen

Een nationaal olympisch comité (NOC) is een organisatie die de belangen van het betreffende land in het Internationaal Olympisch Comité (IOC) behartigt, de "Olympische Beweging" in dat land vertegenwoordigt en het team samenstelt dat aan de Olympische Spelen deelneemt. De 206 NOC's zijn verenigd in de Associatie van Nationale Olympische Comités (ANOC) die in vijf continentale organisaties is onderverdeeld. De ANOC komt elke twee jaar bij elkaar.

## Nieuwe regels voor het oprichten van NOC's
Sinds de wijziging van de reglementen van het IOC in 1996 worden nationaal olympisch comités van nieuwe niet volledig soevereine landen niet meer erkend. Deze gewijzigde regelgeving heeft gevolgen gehad voor de olympische deelnemers van de in 2010 opgeheven Nederlandse Antillen. Curaçao en Sint Maarten mogen als nieuwe autonome landen binnen het Koninkrijk der Nederlanden geen eigen nationaal olympisch comité oprichten, hoewel zij staatkundig gezien na het opheffen van de Nederlandse Antillen dezelfde status hebben gekregen als Aruba. Het NOC van Aruba was al opgericht voordat de nieuwe IOC-regelgeving van kracht werd en valt daar daarom buiten. Sinds de zomerspelen van 2012 kunnen de deelnemers uit nieuwe, niet soevereine landen alleen aan de Olympische Spelen deelnemen als teamlid van het nationaal olympisch comité van het moederland (voor Curaçao en Sint Maarten dus het NOC*NSF) of in het team van onafhankelijke deelnemers van het IOC zelf.